# Chlorella vulgaris
Chlorella vulgaris (dále jen „C. vulgaris“) je jednobuněčná zelená řasa vyskytující se po celém světě. Přestože byl popsán kmen adaptovaný na vysokohorské suchozemské podmínky, jedná se o řasu rostoucí převážně ve sladkých vodách. Název rodu Chlorella se skládá z řeckého chloros (Χλωρός) znamenající zelený a latinské přípony ella vyjadřující mikroskopickou velikost řas. Díky produkci různých metabolitů, jako jsou proteiny, lipidy, polysacharidy, vitamíny, esenciální minerální látky či pigmenty, je C. vulgaris významnou řasou pro mnoho odvětví. Kromě aplikací ve farmaceutickém, kosmetickém a zemědělském průmyslu našla uplatnění i jako doplněk stravy, krmivo, biopalivo nebo dokonce i při čištění odpadních vod.

## Historie
Řasy se na Zemi objevily před 3,4 mld let. Samotný druh řasy C. vulgaris je mladší, neboť první stopy jsou staré 2,5 mld let a pochází tedy z dob prekambria. Poprvé byla C. vulgaris popsána v roce 1890 holandským vědcem jménem Martinus Willem Beijerinck. Zajímavé nutriční složení řasy zaujalo německé vědce již na počátku 20. století, v 50. letech se již v Carnegie Institute ve Washingtonu povedlo řasu pěstovat ve velkém měřítku. V dnešní době se trh s pěstováním řas stále vyvíjí a jejich využití se dále rozšiřuje. V budoucnu by využití C. vulgaris mohlo konkurovat dnešním konvenčním aplikacím jako nová biotechnologie.

## Charakteristika
C. vulgaris je jednobuněčná řasa bez bičíku. Buňky mají sférický tvar o průměru 2-10 μm v závislosti na kultivačních podmínkách. Struktura buněk je v mnoha ohledech podobná buňkám vyšších rostlin. Řasy žijí solitérně a mohou se přichytávat na různé materiály.

### Morfologie
Na povrchu buněk C. vulgaris se nachází poměrně silná buněčná stěna, která je chrání před biotickým a abiotickým stresem. Během růstu buněk se buněčná stěna mění. V rané fázi vývoje je buněčná stěna tvořena křehkou lamelární vrstvou o tloušťce 2 nm. V průběhu maturace se postupně vytváří mikrofibrilární vrstva a buněčná stěna se zvětšuje až do konečné tloušťky 17-20 nm. Složená je především z polysacharidu glukosaminu, celulózy, hemicelulózy, proteinů, lipidů a minerálů. Kromě glukosaminu se v buněčné stěně mohou nacházet i jiné polysacharidy složené z rhamnosy, fukózy, manózy, galaktózy a xylózy. C. vulgaris má také v buněčné stěně vyšší obsah polyaminů, které napomáhají zesíťování biopolymerů a tím přispívají odolnosti buněčné stěny. V závislosti na vnějších podmínkách se tloušťka i složení buněčné stěny může měnit i po dozrání buněk. Zatím není jasné, kolik vrstev se v buněčné stěně C. vulgaris nachází. Je možné, že se počet vrstev liší i v rámci druhu. První možností je dvouvrstevná buněčná stěna. Vnější vrstva může být složena buď z jedné homogenní struktury nebo z trilaminární vrstvy složené z biopolymeru algaenanu. Další možností je jednovrstevná buněčná stěna složená pouze z vnitřní mikrofibrilární vrstvy. Součástí buněčné stěny je pravděpodobně i biopolymer sporopolenin dodávající buněčné stěně tuhost.
Cytoplasma vyplňuje vnitřek buněk řasy. Má gelovitou konzistenci složenou z vody, rozpustných proteinů a minerálů. V cytoplazmě jsou uloženy organely a to vakuoly, jádro, jeden chloroplast, mitochondrie nebo Golgiho aparát.
Mitochondrie mají v buňce na starosti katabolické procesy, ze kterých řasy získávají energii potřebnou pro růst a zajištění životních funkcí. Jsou tvořeny dvojitou membránou. Vnější membrána se skládá ze stejného poměru proteinů a fosfolipidů. Naopak vnitřní membrána má 3x více proteinů než fosfolipidů a obklopuje vnitřní prostor zvaný matrix složený z mitochondriálních proteinů.
Jediný chloroplast v buňce C. vulgaris je obalen dvěma membránami složenými z fosfolipidů. Vnější membrána je propustná pro některé metabolity a ionty, ale vnitřní je ještě selektivnější. Funkcí vnitřní membrány je transport proteinů. Uvnitř chloroplastu se nachází thylakoidy obsahující zelený pigment chlorofyl. Díky chlorofylu mohou buňky zachytávat energii slunečního záření a přeměňovat ji na chemickou. Tento proces se nazývá fotosyntéza. Zachycená sluneční energie je zabudovaná do molekul CO2, které jsou fixovány enzymem RuBisCO uvnitř chloroplastu, ze kterých vzniknou energeticky bohaté molekuly jako je glukóza. Za nepříznivých růstových podmínek se mohou uvnitř chloroplastů tvořit škrobová granula.

### Metabolismus

#### Autotrofní růst
Autotrofní růst je pro řasu přirozený proces. Energii, která je potřebná pro syntézu nových sloučenin, získávají řasy ze slunečního záření nebo podobného zdroje světla. Tento jev se nazývá fotosyntéza. Zdrojem uhlíku, ze kterých jsou nové sloučeniny syntetizovány, je CO2.

#### Heterotrofní růst
Při heterotrofním růstu neberou řasy energii ze světelného záření, ale získávají ji prostřednictvím katabolismu složitějších chemických látek. Jedná se o zdroje organického uhlíku, jako jsou cukry, tuky, glycerol, acetát, glutamát a další. Při heterotrofním růstu má biomasa C. vulgaris větší výtěžek než při autotrofním, čehož lze využít při kultivaci řas.

#### Mixotrofní růst
Mixotrofní růst znamená kombinaci autotrofního a heterotrofního růstu. Řasy tak nejsou závislé pouze na energii z absorbovaného světla nebo z rozkladu chemických látek. Samotný autotrofní růst je značně omezen délkou slunečního svitu a heterotrofní růst zase znamená vysokou spotřebu organických substrátů. Při mixotrofním růstu mohou řasy v době, kdy nejsou vystaveny slunečnímu záření, čerpat energii pro buněčné dělení z rozkladu organického uhlíku, proto lze tímto způsobem kultivace získat nejvyšší výtěžek.

### Rozmnožování
C. vulgaris se rozmnožuje nepohlavně pomocí autosporulace. Proces jednoho reprodukčního cyklu je poměrně rychlý a trvá 24 hodin. Pokud je řasa vystavena stresu pak trvá proces delší dobu. Buněčné dělení se skládá z 6 kroků:
1. zvětšení mateřských buněk
2. tvorba vnitřní buněčné stěny pro dceřiné buňky
3. rozdělení chloroplastu na dvě
4. druhé dělení chloroplastů na čtyři
5. tvorba a maturace buněčné stěny, rozdělení čtyřech dceřiných buněk
6. prasknutí stěny mateřské buňky a uvolnění dceřiných buněk, které se živí zbytky mateřské buňky

### Biochemické složení
Biomasa řasy C. vulgaris je složena z primárních metabolitů (lipidů, proteinů, sacharidů) a metabolitů vycházející ze sekundárního metabolismu (pigmenty, vitamíny).

#### Proteiny
Proteiny jsou důležitou součástí řasy C. vulgaris. V buňkách plní stavební, transportní, zásobní, pohybovou, regulační, obrannou, katalytickou a signalizační funkci. Tvoří celkem 42-58 % sušiny biomasy podle růstových podmínek. Přibližně 20 % všech proteinů je vázáno na buněčnou stěnu, více než 50 % tvoří intracelulární proteiny a zbylých 30 % migruje z buňky ven a dovnitř. Molekulová hmotnost proteinů zjištěná pomocí metody SDS-PAGE se pohybuje mezi 12 a 120 kDa (kilodaltonů). Nutriční kvalita bílkovin je dána jejich aminokyselinovým složením. Aminokyselinový profil C. vulgaris je srovnatelný se standardním aminokyselinovým profilem vhodným pro lidskou výživu navržený podle Světové zdravotnické organizace (WHO) a Organizace pro výživu a zemědělství (FAO). Tento druh řasy také produkuje spektrum esenciálních i neesenciálních aminokyselin pro člověka a to jak autotrofně, tak i heterotrofně. Z esenciálních aminokyselin se jedná o histidin, isoleucin, leucin, lysin, methionin, fenylalanin, threonin a valin. Největší podíl z celkových aminokyselin tvoří kyselina glutamová (13,7g/100g proteinů) a kyselina asparagová (10,9g/100g proteinů). Díky vysokému podílu proteinů a příznivému aminokyselinovému složení je C. vulgaris velmi populární v potravinářském průmyslu, jelikož je tato řasa pro člověka velmi nutričně hodnotná. Izolovat proteiny a aminokyseliny z C. vulgaris lze pomocí ultrafiltrace, extrakce alkalickým roztokem a následným sražením rozpustných proteinů pomocí 25% kyseliny trichloroctové a 0,1M kyseliny chlorovodíkové.

#### Lipidy
Lipidy jsou heterogenní skupina sloučenin, jejichž společnou vlastností je rozpustnost v nepolárních rozpouštědlech a špatná rozpustnost ve vodě. Mezi lipidy, které jsou součástí buněk C. vulgaris, patří glykolipidy, vosky, uhlovodíky, fosfolipidy a volné mastné kyseliny. Za optimálních podmínek růstu mohou lipidy tvořit 5-40% sušiny biomasy řas. Pokud nejsou růstové podmínky příznivé, pak může obsah lipidů v sušině biomasy dosáhnout až 58 %. Lipidy se nacházejí v buněčné stěně a v membránách organel, tvoří interthylakoidní prostor chloroplastu a jako zásobní látky jsou rozprostřeny v podobě hustých kapiček uvnitř cytoplazmy. Profil mastných kyselin, které jsou produkovány řasou C. vulgaris, vykazuje v závislosti na růstových podmínkách velkou variabilitu. Procentuální zastoupení jednotlivých mastných kyselin se proto v rámci studií liší. Přibližné zastoupení nasycených mastných kyselin (SFA) v biomase řas je 70 %, mononenasycených mastných kyselin (MUFA) 17 % a polynenasycených mastných kyselin (PUFA) necelých 10 %. Za optimálních růstových podmínek produkují řasy více polynenasycených mastných kyselin, které jsou příznivé pro lidské zdraví. Mezi ně patří kyselina linolová C18:2, kyselina linolenová C18:3 a kyselina eikosapentaenová C20:5. Z nasycených a mononenasycených mastných kyselin jsou v biomase nejzastoupenější kyselina palmitová C16:0, kyselina stearová C18:0, kyselina palmitolejová C16:1 a olejová C18:1. Izolovat lipidy z biomasy řas lze pomocí extrakce nepolárními rozpouštědly např. dle Brigha a Dyera (směs chloroformu a methanolu), hexanem, petroletherem.

#### Sacharidy
Sacharidovou složku buněk řasy C. vulgaris tvoří skupina redukujících cukrů a také polysacharidy, zejména škrob a celulóza. Škrob je nejzastoupenějším polysacharidem v buňkách. Je ukládán v chloroplastech a společně s redukujícími cukry slouží jako zásobárna energie. Celulóza je strukturní polysacharid, který se nachází hlavně v buněčné stěně jako ochranná bariéra. Dalším důležitým polysacharidem, který se v buňkách nachází je β(1-3)-glukan. Společně s celulózou mají tyto polysacharidy nutriční význam a jsou díky své chemické struktuře prospěšné pro lidské zdraví. Celkové sacharidy tvoří přibližně 12-55 % suché hmotnosti C. vulgaris.

#### Pigmenty
Rostlinné pigmenty se dělí do tří skupin: chlorofyly, karotenoidy a fykobiliny. C. vulgaris produkuje chlorofyly a také několik druhů karotenoidů. Mezi chlorofyly, které řasa produkuje je chlorofyl-a a -b. Tyto pigmenty jsou v řasách nejvíce zastoupené a mohou dosahovat 1-2 % sušiny biomasy. Za vhodných kultivačních podmínek produkuje řasa také mnoho sekundárních metabolitů – karotenoidů. Karotenoidy mají funkci pomocných pigmentů, jelikož pomáhají se zachycováním různých vlnových délek světla. Zachycené světlo pak v podobě energie předávají chlorofylům a hrají tedy důležitou roli při fotosyntéze. Kromě toho také chrání molekuly chlorofylu před degradací způsobenou silným zářením a také kyslíkem, proto mají četné terapeutické vlastnosti jako například antioxidační vlastnosti. Karotenoidy jsou tak společně s chlorofyly uloženy v thylakoidech chloroplastů. Hlavním karotenoidem je β-karoten, dále je to astaxanthin, kanthaxanthin, lutein, feofytin-a a -b a violoxanthin. Pigmenty mají lipofilní charakter, proto z biomasy izolují extrakcí rozpouštědly dimethylformamid, dichlormethan, aceton, hexan a ethanol, extrakcí metodou Soxhlet, extrakcí ultrazvukem nebo superfluidní kritickou extrakcí (SFE).

#### Vitaminy a minerální látky
Druh řasy C. vulgaris představuje vhodný zdroj téměř všech esenciálních vitamínů a některých minerálních látek, především Ca, K, Mg a Zn. Z vitamínů rozpustných ve vodě produkuje B1, B2, B3, B5, B6, B7, B9, B12 a C a z vitamínů rozpustných v tucích pouze A a E. Vitamíny i minerální látky hrají důležitou roli v různých dráhách metabolismu řas. Např. vitamíny B1, B7 a B12 jsou potřebné během biosyntézy lipidů. Vitamínový profil v biomase řasy je závislý na růstových podmínkách. Díky jejich vlastnostem je produkce vitamínů i minerálních látek výhodná pro lidskou potřebu, neboť mají v těle důležitou funkční roli (antioxidační aktivita, podpora aktivity enzymů, podpora růstu červených krvinek a řada dalších).

## Kultivace řasy
Pro kultivaci řas je důležitá energie, zdroj uhlíku, voda a další živiny jako je dusík a fosfor. Zdroj energie pro řasy rostoucí autotrofně je světelné záření a zdrojem uhlíku je anorganický CO2. V případě heterotrofního růstu jsou zdrojem energie i uhlíku uhlíkaté organické látky. Dusík, který řasy potřebují pro syntézu proteinů, lipidů či nukleových kyselin, se do živných medií přidává v podobě amoniaku nebo dusičnanů. Zdrojem fosforu, důležitého pro syntézu energetických molekul (ATP) a nukleových kyselin, jsou fosforečnany. Živiny a energie jsou nejnákladnější, proto lze jejich optimalizací dosáhnout zlepšení ekonomiky procesu. Příkladem může být využití komunálních a průmyslových odpadních vod jako růstové medium. Růst a výnosnost biomasy C. vulgaris jsou ovlivněny působením různých faktorů, ať už jde o složení živného média, koncentraci CO2, intenzitu a vlnovou délku světelného záření (v případě autotrofního růstu), pH, teplotu nebo salinitu. Zlepšení růstu řasy můžeme očekávat i přídavkem různých látek do média, kterými mohou být třeba deriváty vitamínu B. Pro řasy druhu Chlorella se optimální pH pohybuje kolem 8 a teplota kultivace od 28 do 35 °C. Pokud se pH či teplota více vychýlí, má negativní vliv na metabolismus řas a tím i produkci primárních a sekundárních metabolitů. Zvýšená produkce kyslíku během probíhající fotosyntézy rovněž negativně potlačuje produkci žádoucích látek.
Kultivaci řas lze provádět v otevřených nebo uzavřených systémech různých tvarů i velikostí. Otevřené systémy jsou nejběžnějším a nejlevnějším kultivačním systémem. Biomasa absorbuje slunečné záření a metabolizuje CO2 a dusík z atmosféry. Kvůli dostatečné intenzitě slunečního záření je optimální hloubka nádrží 15-50 cm. Nevýhodou tohoto kultivačního procesu je riziko kontaminace, odpařování vody, příliš silná a nerovnoměrná intenzita slunečního záření a vysoká koncentrace CO2. Řešením některých nedostatků je míchání nebo použití uzavřených trubkových foto-bioreaktorů, u kterých lze na rozdíl od otevřených systémů řídit kultivační podmínky - pH, intenzitu světla, koncentraci CO2, teplotu. Proto je také vhodnější pro citlivé kmeny, které jsou neodolné k vnějším podmínkám. CO2 se do uzavřeného reaktoru přivádí probubláváním a v případě, že není bioreaktor průsvitný, je implementován umělý zdroj záření. Trubky mívají průměr okolo 20 cm a tloušťku několik mm. Hlavní nevýhodou je ale složitost konstrukce, malá osvětlená plocha a náklady na sterilaci. Fermentory a míchané tankové bioreaktory umožnují heterotrofní růst řas, při kterém není vyžadováno světlo. V těchto bioreaktorech vykazují řasy vyšší stupeň růstu, vyšší výtěžnost biomasy a s tím související vysokou akumulaci látek, jako jsou lipidy, nebo mají nízké náklady na sklizeň. Zdroje uhlíku využívané pro kultivaci biomasy C. vulgaris jsou glukóza, acetát, glycerol či glutamát. Hlavní nevýhodou tohoto systému je cena a dostupnost cukrů.

## Aplikace

### Biopaliva
S exponenciálním nárůstem poptávky po zdrojích energie souvisí poškození životního prostředí v důsledku jejich čerpání. Šetrnější alternativou k současně využívaným fosilním palivům a biopalivům by mohla být biomasa řas. Řasy mají díky fotosyntetickému fixování CO2 a teoretickému nahrazení spalování fosilních paliv potenciál ve snížení emisí skleníkových plynů. C. vulgaris převyšuje konvenční plodiny v obsahu lipidů o 10-20 % a jejich profil mastných kyselin je vhodný pro výrobu biopaliv, odpovídající americkým a evropským normám. Extrakcí lipidů a jejich transesterifikaci na methylester mastných kyselin (FAME) lze z biomasy řas získat bionaftu. Nelipidovou frakci biomasy řas, sestávající převážně z bílkovin a sacharidů, lze také zpracovat na různá biopaliva, včetně metanu a alkoholických paliv. Ze škrobu a celulózy, které jsou v řasách hojně zastoupeny, lze vyrábět například bioethanol. Výrobní náklady na biopaliva z řas jsou nicméně stále vysoké a nemohou konkurovat konvenčním palivům.

### Čištění odpadních vod
Anorganický dusík, fosfor, CO2 a těžké kovy jsou látkami, které se z odpadních vod (textilních, komunálních, zemědělských) velmi obtížně odstraňují. Vzhledem ke schopnosti řas využít ke svému růstu zmíněné látky jsou zvláště užitečné pro snížení jejich koncentrace v odpadních vodách. Biomasa C. vulgaris tak může být využita jako levná a šetrná alternativa stávajícím metodám bioremediace odpadních vod.

### Krmiva a doplňky stravy
C. vulgaris je jednou z mála řas, které lze na trhu nalézt jako potravinový doplněk nebo barvivo. Její produkty se dodávají v různých formách, jako jsou kapsle, tablety, extrakty a prášek. Za významná nutraceutika se považují právě pro své složení bohaté na proteiny, esenciální aminokyseliny, lipidy (ɷ-3 a ɷ-6 nenasycené mastné kyseliny), polysacharidy (škrob, β-glukan), pigmenty (karotenoidy) a vitamíny (B1, B2, B3, B5, B6, B7, B9, B12, A, C a E). Navíc byla u C. vulgaris prokázána i její vyšší konzervační aktivita ve srovnání se syntetickými konzervanty (BHA, BHT). Celosvětový příjem z produkce C. vulgaris v rámci potravinářského a farmaceutického průmyslu se v roce 2021 pohyboval kolem stovek tisíc dolarů.
V roce 2014 se přibližně 30 % celkové produkce řas prodalo jako krmivo pro zvířata. Řasa C. vulgaris při stresu akumuluje větší množství karotenoidů, kterými lze příznivě ovlivnit zdraví zvířat. Karotenoidy mají vliv na vychytávání těžkých kovů v těle, snížení oxidačního stresu nebo pigmentaci masa ryb či vaječných žloutků.

### Kosmetika
Ve výzkumu jsou nyní i řasy C. vulgaris pro svůj potenciální ochranný účinek na kůži. Některé sloučeniny charakterizované v C. vulgaris by mohly účinně působit na vrásky nebo kůži chránit před UV zářením. Za tyto vlastnosti jsou zodpovědné karotenoidy, které syntetizují řasy jako ochranné látky v době, kdy jsou vystaveny podmínkám oxidačního stresu. Řasy by do kosmetických produktů mohly být zakomponovány jako zahušťovadla, antioxidanty nebo látky vázající vodu.

### Léčiva
Některé řasy jsou schopné produkovat bioaktivní sloučeniny, jako jsou antibiotika, monoklonální protilátky, hepatotoxické a neurotoxické sloučeniny, hormony, enzymy a další. Řasy Spirulina i C. vulgaris mají významný obsah bílkovin a esenciálních aminokyselin. Tyto látky by se mohly uplatnit při zánětech a alergiích, neboť působí proti poškození buněk. C. vulgaris by také díky schopnosti produkovat sloučeniny s antimikrobiální aktivitou potlačující tvorbu biofilmu mohla inhibovat tvorbu zubního plaku a bránit vzniku zubního kazu způsobené Strepcoccus mutans a Lactobacillus sp. C. vulgaris dále produkuje pigment lutein, u kterého byly prokázány pozitivní účinky při onemocnění způsobující degradaci sítnice, při kardiovaskulárních onemocněních nebo rakovině, neboť má lutein vůči buňkám rakoviny tlustého střeva HCT-11 antiproliferační aktivitu.

### Zemědělství
Extrakt z řas obsahuje velké množství látek, které ovlivňují růst a vývoj rostlin. Jedná se o regulátory podporující růst, vitamíny, aminokyseliny, polypeptidy, antibakteriální a antifungální látky, důležité pro fytopatogenní biokontrolu, a exopolysacharidy, které zlepšují růst a produktivitu rostlin. Hnojení zemědělských plodin pomocí biomasy řas obsahující chloridy, sírany a dusičnany je tedy vhodné pro zvýšení jejich růstových parametrů. Bylo zjištěno, že použití vodného extraktu C. vulgaris k výživě listů působí příznivě na růst a výnosnost pšenice (Triticum aestivum L.). Dalším příkladem je zvýšení suché hmotnosti sazenic a obsahu pigmentů v klíčících semenech Luctuca sativa L. po přidání biomasy C. vulgaris do kultivačního média nebo půdy.